# Molophilus obsoletus
Molophilus obsoletus är en tvåvingeart som beskrevs av Paul Lackschewitz 1940. Molophilus obsoletus ingår i släktet Molophilus och familjen småharkrankar. Inga underarter finns listade i Catalogue of Life.